# Membrana fosfolipoproteica
La membrana fosfolipoproteica è la membrana dei globuli di grasso presenti in emulsione in acqua e nel latte. 
È formata da un doppio strato lipoproteico con testa polare e coda apolare (una testa polare con code fosfolipidiche). La catena apolare serve ai globuli di grasso per spostarsi da una cellula all'altra attraverso sostanze affini.
Per permettere l'aggregazione del burro occorre rompere per sbattitura queste membrane presenti nella crema, attraverso un processo noto come zangolatura.